# Emile Verhaeren
Emile Adolphus Gustavus Verhaeren (Sint-Amands, 21 mei 1855 – Rouen, 27 november 1916) was een Franstalig Belgisch auteur en een vertegenwoordiger van het symbolisme. Hij was dichter, schreef korte verhalen, kunstkritiek en toneel. Zijn werk is vertaald in 28 talen (waaronder Engels, Russisch, Duits, Chinees en Japans). Verhaeren debuteerde in 1883 met Les Flamandes, een naturalistische bundel geïnspireerd door de wellustige taferelen uit de Vlaamse schilderkunst van de 16e en 17e eeuw. In 1886 volgt Les Moines in de sfeer van het religieus mysticisme. Van 1888 tot 1891 publiceerde hij zijn zwarte trilogie: Les Soirs (1888), Les Débâcles (1888) en Flambeaux noirs (1891). De bundels, bibliofiel uitgegeven bij Edmond Deman in Brussel, baden in de duistere fin-de-siècle-sfeer van zwaarmoedigheid en zelfkwelling. Het waren de jaren waarin Verhaeren aan neurasthenie leed.

## Familie, school, taal
Verhaeren werd geboren als zoon van Henricus Gustavus Maria Gerardus Verhaeren en Joanna Adelaida De Bock. Zijn vader was een lakenhandelaar uit Brussel en zijn moeder hield een textielwinkel in Sint-Amands. Thuis werd Frans gesproken, zoals gebruikelijk in deze kringen. De jonge Verhaeren doorliep de lagere school in Sint-Amands. Dit was de enige periode dat hij actief met het Nederlands in contact kwam. Hij volgde zijn humaniora in de Franse taal, eerst aan het Institut Saint-Louis in Brussel en daarna aan het Collège Sainte-Barbe in Gent, waar hij met Georges Rodenbach in de klas zat. Beiden zouden een literaire carrière uitbouwen. Na zijn humaniora schreef Verhaeren zich in 1875 in als student in de rechten aan de Franstalige Katholieke Universiteit Leuven. Hij schreef er zijn eerste gedichten en werd een van de medewerkers van het studentenblad La Semaine des Etudiants. Na zijn studies in de rechten liep Verhaeren van 1881 tot 1884 stage bij Edmond Picard in Brussel. Hij liet de advocatuur achter zich voor een literaire carrière.

## Kunstcriticus
Als kunstcriticus volgde Verhaeren de tendensen. Hij was mee met de symbolistische en neo-impressionistische stroming en gold als een ontdekker van Fernand Khnopff en James Ensor. Samen met Edmond Picard en Octave Maus behoorde hij tot de kernredactie van het tijdschrift L'Art moderne (1883-1899). In deze jaren was hij bevriend met kunstenaars als Théo van Rysselberghe, Dario de Regoyos, Willy Schlobach, James Ensor, Paul Signac, Georges Seurat, Maximilien Luce en William Degouve de Nuncques. Op literair vlak kende hij André Gide, Camille Lemonnier, Stéphane Mallarmé, Francis Vielé-Griffin, Maurice Maeterlinck, Georges Eekhoud en Albert Mockel.

## Vrijgezel of niet
Verhaeren bleef jaren een vrijgezel die opging in zijn schrijversbestaan. Eind 1889 raakte hij in de ban van de Luikse kunstenares Marthe Massin (1860-1931), die hij op het kasteel in Bornem, waar ze tekenles gaf, leerde kennen. Het was liefde op het eerste gezicht en in augustus 1891 huwden ze in Brussel. Ze bleven hun hele leven samen maar kregen nooit kinderen. Na het huwelijk verloor Verhaerens poëzie het donkere, hermetische karakter. In 1893 begon Verhaeren een sociale trilogie met de publicatie van Les Campagnes hallucinées (1893), Les Villes tentaculaires (1895) en het toneelstuk Les Aubes (1898). In deze bundels evoceerde hij de neergang van het traditionele platteland en de onstuitbare opmars van de grootstad. Het toneelstuk Les Aubes bracht de sociale utopie en de kracht van de massabeweging in beeld. Verhaeren was sympathisant van de socialistische beweging en had uitgesproken sympathie voor het anarchisme. De bundel Les Villages illusoires (1895), met het beroemde gedicht Le Passeur d'eau (De Veerman), behoorde niet tot deze sociale trilogie, maar sloot er bij aan. Eind 1896 verraste Verhaeren de literaire wereld met een bundel liefdesgedichten opgedragen aan Marthe: Les Heures claires.

## Parijs
In 1898 vestigde Verhaeren zich in Parijs, het artistieke en literaire wereldcentrum. Kort daarop verhuisde hij naar Saint-Cloud, een voorstad van Parijs. Hij zou zijn band met België nooit opgeven: in Woluwe verbleef hij regelmatig bij de kunstenaar Constant Montald en in het landelijke Roisin (Henegouwen) betrok hij een buitenhuisje in de buurt van Le Caillou-qui-bique. Met zijn oversteek naar Parijs kreeg de literaire carrière van Verhaeren nieuw elan. Na de publicatie van Les Visages de la vie (1899) werd hij bekend als vitalistisch dichter met de publicatie van Les Forces tumultueuses (1902), La Multiple splendeur (1906), Les Rythmes souverains (1910) en het postume Les Flammes hautes (1917). Tevens begon hij de publicatie van Toute la Flandre; bundels die te lezen zijn als een ode aan het Vlaamse land: Les Tendresses premières (1904), La Guirlande des dunes (1907), Les Héros (1908), Les Villes à pignons (1910) en Les Plaines (1911). In deze jaren zette hij zijn geïdealiseerde liefdespoëzie voort met Les Heures d'après-midi (1905) en Les Heures du soir (1911). Als kunstcriticus publiceerde hij over Rembrandt (1904) en Rubens (1910) - de groten van de Hollandse en Vlaamse schilderkunst - en in 1908 volgde een monografie over James Ensor.

## Theater
Verhaeren wilde naam maken als theaterauteur; na Le Cloître (1900) publiceerde hij Philippe II (1901) en Hélène de Sparte (1912). Het waren gloriejaren. Via de Parijse uitgeverij Mercure de France kregen zijn bundels een Europese verspreiding. Verhaeren werd vertaald in het Engels, Duits en Russisch; hij maakte literaire tournees door België, Frankrijk, Nederland, Duitsland, Oostenrijk, Zwitserland, Polen en Rusland. Verhaeren was een literaire beroemdheid. In deze jaren raakte hij bevriend met Auguste Rodin, Eugène Carrière, Rainer Maria Rilke en Stefan Zweig. De laatste ontpopte zich als een onverdroten vertaler van zijn werk en was zijn verdediger in het Duitse taalgebied. Het Belgische koningshuis nodigde Verhaeren regelmatig uit. Door zijn vriendschap met koning Albert I van België en koningin Elisabeth kreeg Verhaeren naam als de "nationale dichter". Met de steun van de Belgische academische en literaire wereld werd hij vanaf 1908 verscheidene keren voorgedragen voor de Nobelprijs voor Literatuur.

## Oorlog

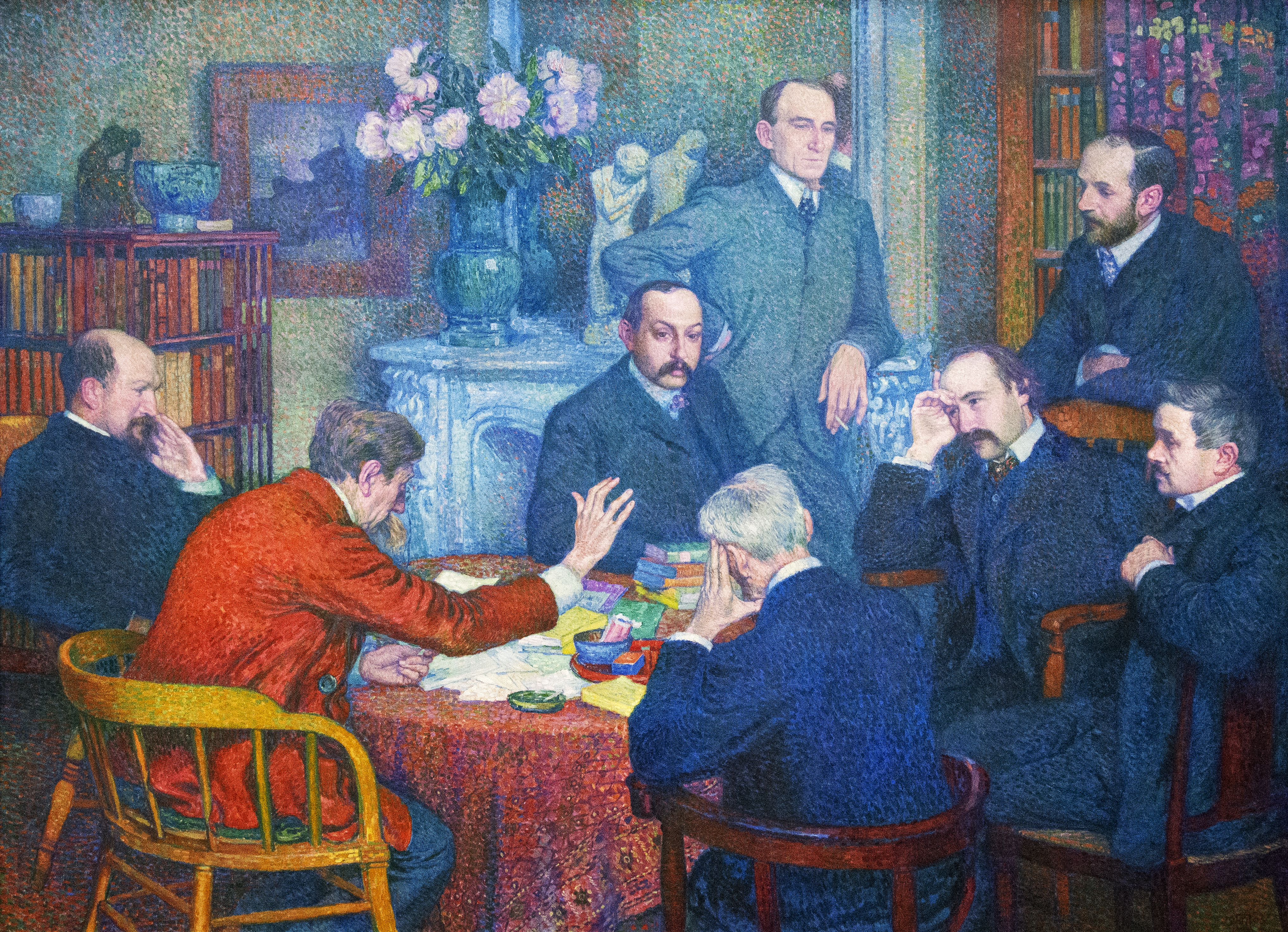
Théo Van Rysselberghe: Een lezing door Emile Verhaeren (1903)

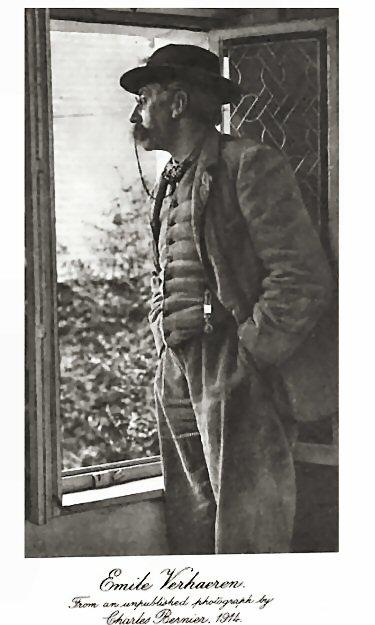
Foto van Emile Verhaeren door Charles Bernier, 1914

De Eerste Wereldoorlog vormt een breuk in de literaire ontwikkeling van Verhaeren. Zijn hele kosmopolitische wereldbeeld viel in duigen en zijn bewondering voor Duitsland sloeg om in haat. Tijdens de eerste dagen van het conflict schaarde Verhaeren zich onmiddellijk achter de figuur van koning Albert, en hij engageerde zich om de strijd van het bedreigde België voort te zetten met de pen. Tijdens de oorlogsjaren verbleef Verhaeren aanvankelijk in het Verenigd Koninkrijk. In maart 1915 keerde hij terug naar Frankrijk. Op uitnodiging van koning Albert bracht hij twee maal een bezoek aan het frontgebied aan de IJzer. In zijn geschriften en gedichten ging hij heftig te keer tegen de Duitse agressor. Zijn belangrijkste werken uit deze jaren zijn: La Belgique sanglante (1915), een bundeling oorlogsessays, en Les Ailes rouges de la guerre (1916), zijn bundel met oorlogspoëzie.
Op 27 november 1916 kwam Verhaeren op 61-jarige leeftijd om het leven bij een treinongeval in het station van Rouen. Nog voor de trein naar Parijs stilstond, sprong Verhaeren ongeduldig op de trede van de wagon, maar hij verloor zijn greep en kwam onder de wielen terecht. De mythe wil dat "Mijn vrouw, mijn vaderland" zijn laatste woorden waren.

## Na de dood
Zijn stoffelijk overschot werd aanvankelijk begraven op het kerkhof van Adinkerke. Uit veiligheidsoverwegingen werd het eind 1917 overgebracht naar het kerkhof van Wulveringem. Pas in 1927 kreeg Verhaeren zijn monumentale grafmonument (architect: Louis Van der Swaelmen) in een bocht aan de Schelde te Sint-Amands. De herinnering aan Verhaeren wordt op verschillende plekken in België levendig gehouden. In de Koninklijke Bibliotheek van België is zijn schrijverskabinet van Saint-Cloud toegankelijk voor het publiek; het Plantin-Moretus Museum te Antwerpen heeft een Verhaeren-kabinet; in de gemeente Honnelles (Roisin) bevindt zich een Espace Verhaeren en in Sint-Amands is er sinds 1955 een Emile Verhaerenmuseum.

## Collega's
De boeken van Emile Verhaeren werden geïllustreerd door talloze kunstenaars zoals Théo Van Rysselberghe, Odilon Redon, George Minne, Léon Spilliaert, Lucien Pissarro, Frans Masereel, Aristide Maillol, Ramah, Constant Montald, Dario de Regoyos, Henri Cassiers, Raoul Dufy, Pierre-Eugène Vibert, Frank Brangwyn en Julien Van Santen.
Kunstenaars als Jan Toorop, Anto Carte, Willy Schlobach, Fernand Khnopff en Johan Thorn-Prikker lieten zich in hun werk inspireren door zijn gedichten.
De imposante Verhaeren met zijn kenmerkende snor is veel geschilderd of getekend. Frappante portretten zijn van de hand van Théo van Rysselberghe, James Ensor, Georges Lemmen, Léon Spilliaert, Charles Bernier, Armand Rassenfosse, Constant Montald, Louis Hayet, Willy Schlobach, Maximilien Luce, Frans Masereel, Georges Tribout en Marthe Verhaeren. Beeldhouwers als Constantin Meunier, Charles Van der Stappen, Bolesław Biegas, César Schroevens en Ossip Zadkine maakten een buste van hem.
Begin maart 2016 verscheen bij de Vlaamse uitgeverij Lannoo een lijvige bloemlezing uit het volledige poëtische oeuvre van Emile Verhaeren: Veerman. De bloemlezing, in een meesterlijke vertaling door dichter Koen Stassijns (1953), bevat zeer vele gedichten die voorheen nog nooit in het Nederlands werden vertaald. De bloemlezing toont een representatief overzicht van Verhaerens poëzie, en van zijn evolutie als dichter.
Als eerbetoon aan Verhaeren werd op 14 maart 2016, 100 jaar na zijn dood, door bpost een postzegel uitgebracht, ontworpen door cartoonist GAL. Op de postzegel staat het gedicht 'Et maintenant' uit de bundel Les tendresses premières uitgeschreven in de contouren van het gelaat van Verhaeren. Op het postzegelvel wordt het gedicht vermeld van zijn twee opvolgers: de Vlaamse dichter Charles Ducal en de Franstalige dichter Laurence Vielle met de titel 'Poste restante'.

## Lijst van gepubliceerde werken

### In Nederlandse vertaling
- Heerlijk Lijf = Belle Chair. Vert. door Patrick Lateur. Illustraties Michael Bastow. Leuven / Sint-Amands, Uitgeverij P, 2019. ISBN 978 94 92339 88 1
- De zwarte trilogie. Avonden, Aftochten, Zwarte fakkels = Les Soirs, Les Débâcles, Flambeaux noirs. Vert. door Stefaan van den Bremt. Leuven, Uitgeverij P, 2017. ISBN 978-94-92339-32-4
- Dorpen van zinsbedrog = Les Villages illusoires. Vert. door Stefaan van den Bremt. Leuven, Uitgeverij P, 2016. ISBN 978-94-91455-99-5
- Veerman. Een bloemlezing uit Verhaerens' volledige oeuvre. Vert. door Koen Stassijns. Tielt, Lannoo, 2016. ISBN 978-94-014-2478-3
- Tuin van de liefde. Getijdenboek = Les Heures claires, Les Heures d'Après-midi, Les Heures du Soir. Vert. door Stefaan van den Bremt. Leuven, Uitgeverij P, 2015. ISBN 978 94 91455 71 1
- Hallucinerend platteland & Tentakelsteden = Les Campagnes hallucinées & Les Villes tentaculaires. Vert. door Stefaan van den Bremt. Leuven, Uitgeverij P, 2013. ISBN 978-94-91455-23-0
- Het Uur waar wij wachten. Libertaire gedichten. Vert. door Frans Boenders. Illustraties Willy Van Eeckhout. Sint-Amands, Provinciaal Museum Emile Verhaeren, 2011. ISBN 978 16 16278 92 2
- Tabula Scaldis. Tafereel van de Schelde = Images de l'Escaut. Nieuwvliet, Studio Mobile / Groede, Pieters, 2009. ISBN 978-90-814136-1-9
- Duinenkrans = La Guirlande des Dunes. Vert. door Christina Guirlande. Sint-Amands, Emile Verhaeren Genootschap, 2007.
- Gedichten. Vert. door Martien Beversluis, Julien De Mey, René Buckinx, Paul Claes, Charlotte Pauwels, Patrick Stevens, Christina Guirlande, Nicole Janssens, Bert Decorte, Bert Peleman, Henriette Claessens, Mark Meekers. Sint-Amands, Provinciaal Museum Emile Verhaeren, 2005.
- De Heldere Uren = Les Heures claires. Vert. door Stefaan van den Bremt. Antwerpen, Manteau, 1997.
- De Veerman van Sint-Amands / Le Passeur d'eau. Vert. door resp. Aarnout de Bruyne & Martin de Haan. Middelburg, Stichting Kunstuitleen Zeeland, 1996. ISBN 90-6354-082-5
- Gedichten. Vert. door Julien De Mey, Charlotte Pauwels, Patrick Stevens, Nicole Janssens. Sint-Amands, Gemeentebestuur, 1981.
- De stad, het land, het geld. Vert. door Stefaan van den Bremt. Antwerpen, Soethoudt, 1974.
- Gedichten. Vert. door Martien Beversluis. Lier, De Bladen voor de Poëzie, 1966.
- Emile Verhaeren. Een bloemlezing uit zijn gedichten. Vert. door Martien Beversluis. 's-Gravenhage, "Luctor et Emergo", 1940
- Het klooster. In het Nederlandsch nagedicht door Willem Gijssels. Antwerpen, Janssens, 1936
- Gedichten, nagedicht door Martien Beversluis. Hilversum, Boekenvrienden "Solidariteit", 1935

### Origineel
- 1883 — Les Flamandes — Gedichten
- 1884 — Les Contes de minuit — Verhalen
- 1885 — Joseph Heymans — Kunstkritiek
- 1886 — Les Moines — Gedichten
- 1887 — Quelques notes sur l'œuvre de Fernand Khnopff, 1881-1887 — Kunstkritiek
- 1888 — Les Soirs — Gedichten
- 1888 — Les Débâcles — Gedichten
- 1891 — Flambeaux noirs — Gedichten
- 1891 — A Robert Picard — Gedicht
- 1891 — Les Apparus dans mes chemins — Gedichten
- 1893 — Les Campagnes Hallucinées — Gedichten
- 1895 — Les Bords de la Route — Gedichten en proza
- 1895 — Almanach, later heruitgegeven onder de titel: Les Douze mois — Gedichten
- 1895 — Les Villages illusoires — Gedichten
- 1895 — Les Villes tentaculaires — Gedichten
- 1896 — Les Heures claires — Gedichten

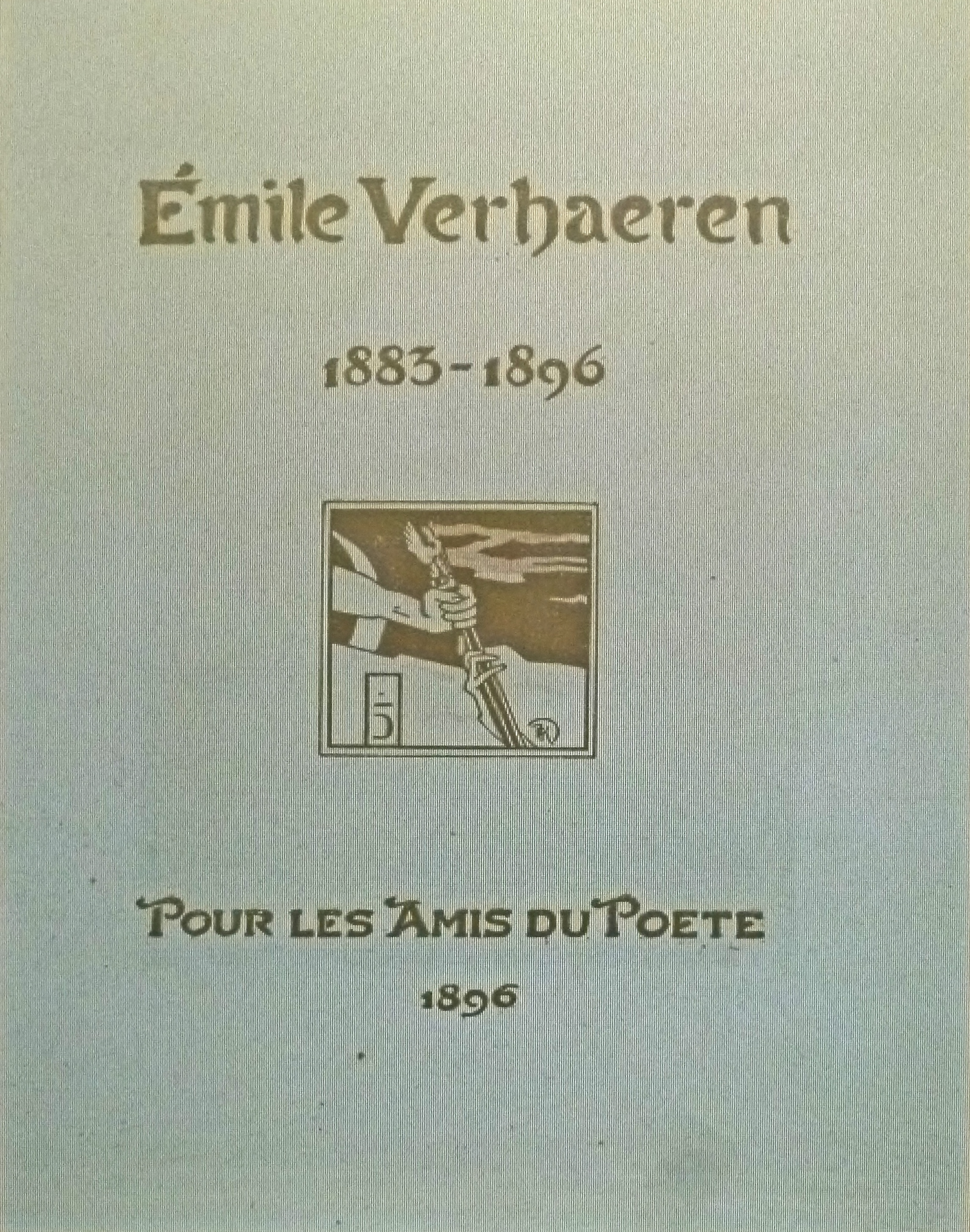
"Pour les Amis du Poète", ex-libris door Fernand Khnopff

- 1896 — Emile Verhaeren 1883-1896. Pour les Amis du Poète — Gedichten
- 1898 — Les Aubes — Theaterstuk
- 1899 — Les Visages de la vie — Gedichten
- 1899 — Petite légende — Gedicht
- 1899 — Les vignes de ma muraille — Gedichten
- 1899 — España negra — Reisverslag
- 1900 — Le Cloître — Theaterstuk

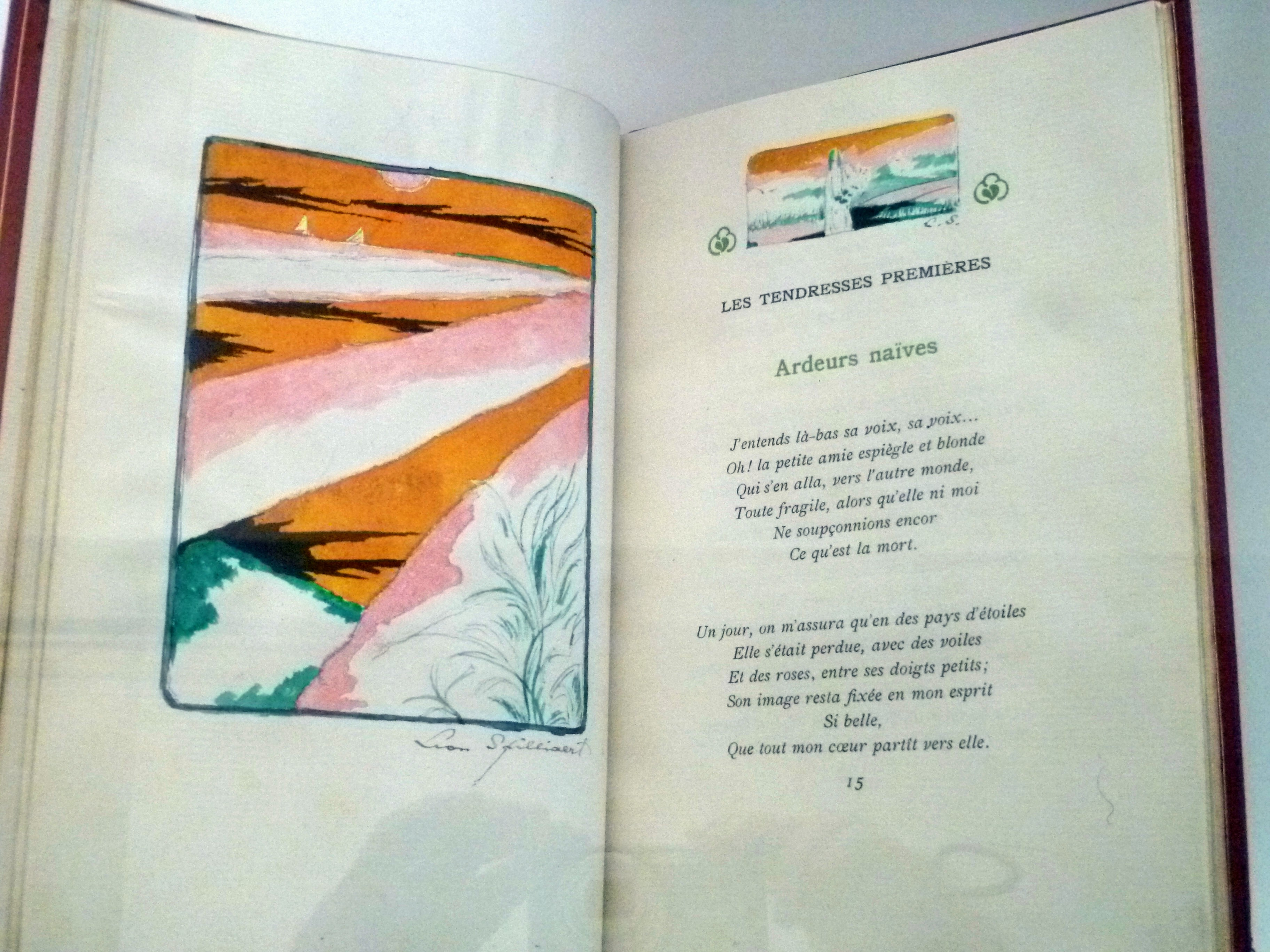
Pagina uit "Les Tendresses premières" (Emile Verhaeren) met illustraties door de Belgische kunstschilder Léon Spilliaert (1881-1946)

- 1900 — Petites légendes, later heruitgegeven onder de titel: Poèmes légendaires de Flandre et de Brabant — Verhalen
- 1900 — Images japonaises — Gedichten
- 1901 — Philippe II — Theaterstuk
- 1901 — Les petits vieux — Gedichten
- 1902 — Les Forces tumultueuses — Gedichten
- 1904 — Toute la Flandre - Les Tendresses premières — Gedichten
- 1904 — Rembrandt — Kunstkritiek
- 1905 — Les Heures d'après-midi — Gedichten
- 1906 — La Multiple splendeur — Gedichten
- 1907 — Toute la Flandre - La Guirlande des dunes — Gedichten
- 1907 — Lettres françaises de Belgique — Conferentie
- 1908 — Toute la Flandre - Les Héros — Gedichten
- 1908 — James Ensor — Kunstkritiek
- 1910 — Toute la Flandre - Les Villes à pignons — Gedichten
- 1910 — Les Rythmes souverains — Gedichten
- 1910 — Pierre-Paul Rubens — Kunstkritiek
- 1911 — Toute la Flandre - Les Plaines — Gedichten
- 1911 — Les Heures du soir — Gedichten
- 1912 — Les Blés mouvants — Gedichten
- 1912 — Hélène de Sparte — Theaterstuk
- 1913 — La Culture de l'enthousiasme. Alliance française de Saint-Pétersbourg — Toespraak
- 1914 — Ville de Bruxelles. Discours prononcé à la distribution solennelle des prix aux élèves de l'école moyenne C pour filles. 31 juillet 1914 — Toespraak
- 1915 — Le Crime allemand — Gedicht
- 1915 — La Belgique sanglante — Proza
- 1916 — Parmi les Cendres. La Belgique dévastée — Proza
- 1916 — Villes meurtries de Belgique. Anvers, Malines et Lierre — Proza
- 1916 — Les Ailes rouges de la guerre — Gedichten

Postuum verschenen:
- 1917 — An Aesthetic Interpretation of Belgium's Past by Emile Verhaeren. Read by H.E. Paul Hymans, Belgian Minister — Toespraak
- 1917 — Les Flammes hautes — Gedichten
- 1917 — Paysages disparus — Gedichten/Proza
- 1918 — Kato — Gedichten
- 1920 — Cinq récits — Proza
- 1921 — Le Travailleur étrange et autres récits — Proza
- 1931 — Belle Chair — Gedichten